# Льгота (Хшановський повіт)
Льгота (пол. Lgota) — село в Польщі, у гміні Тшебіня Хшановського повіту Малопольського воєводства.
Населення — 907 осіб (2011).
У 1975-1998 роках село належало до Катовицького воєводства.

## Демографія
Демографічна структура станом на 31 березня 2011 року:
|          | Загалом | Допрацездатний вік | Працездатний вік | Постпрацездатний вік |
| -------- | ------- | ------------------ | ---------------- | -------------------- |
| Чоловіки | 448     | 73                 | 314              | 61                   |
| Жінки    | 459     | 71                 | 264              | 124                  |
| Разом    | 907     | 144                | 578              | 185                  |